# Eduard Weiter
Eduard Weiter (ur. 18 lipca 1889 w Eschwege, zm. 2 maja 1945) – zbrodniarz hitlerowski, ostatni komendant obozu koncentracyjnego Dachau i SS-Obersturmbannführer.
Członek NSDAP (nr legitymacji partyjnej 3958951) i SS od 1936 (nr identyfikacyjny 276877). Komendant Dachau od 1 listopada 1943 do 28 kwietnia 1945. Popełnił samobójstwo (zastrzelił się) 2 maja 1945 w pałacu Itter (Tyrol), podobozie KL Dachau.